# Sunharette (Pyrénées-Atlantiques)
Pour les articles homonymes, voir Sunharette.
Sunharette est une ancienne commune française du département des Pyrénées-Atlantiques. En 1833, la commune fusionne avec Alçay et Alçabéhéty pour former la nouvelle commune de Alçay-Alçabéhéty-Sunharette.

## Géographie
Sunharette fait partie de la Soule et se situe à quinze kilomètres au sud de Mauléon-Licharre.

## Toponymie

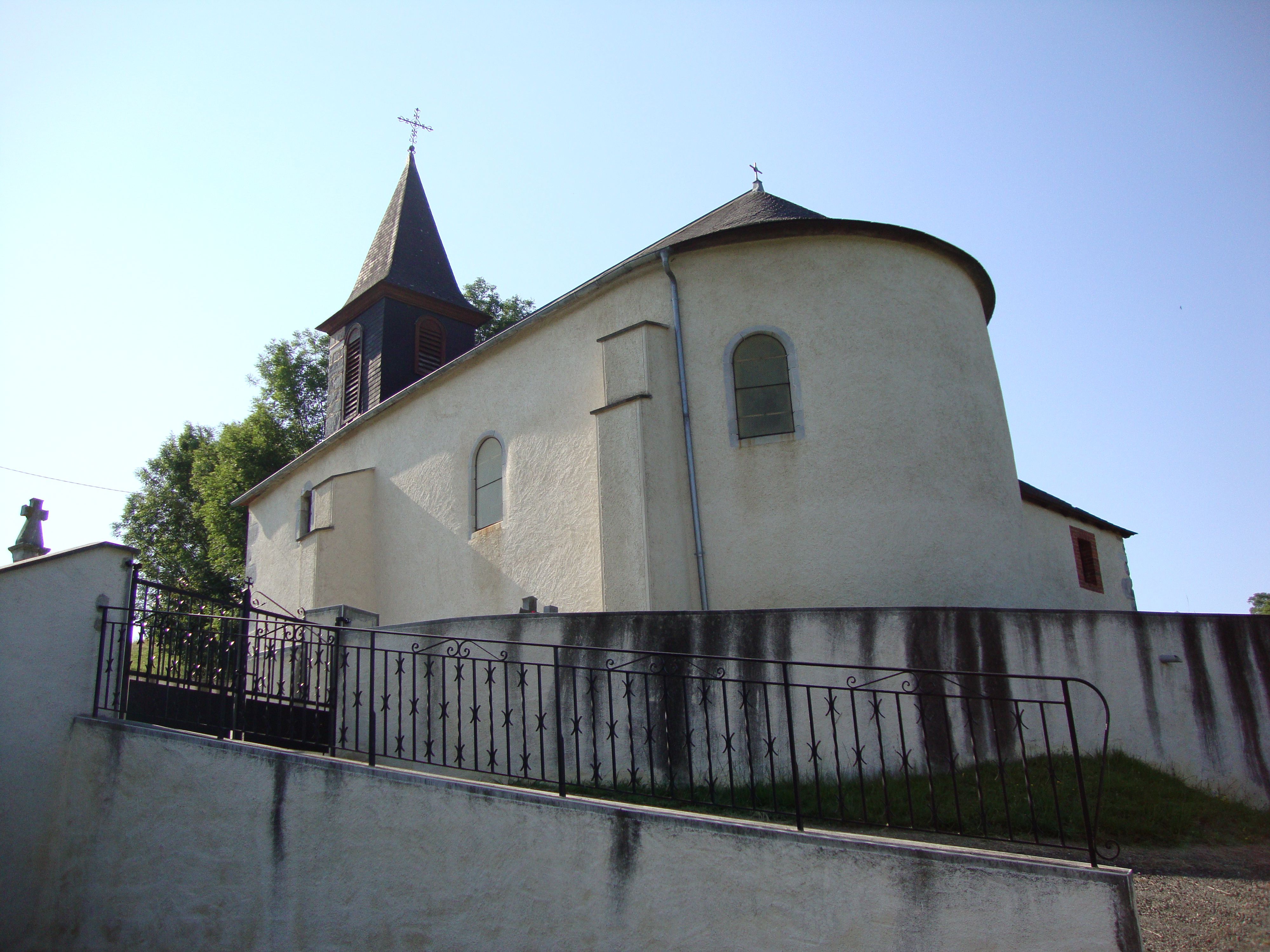
L'église de Sunharette

Son nom basque est Zünharreta. Ce toponyme provient du basque zunharr (nom souletin de l'orme ou du peuplier), amplifié du suffixe locatif romanisé ette, et signifie donc 'lieu d'orme'.
Le toponyme Sunharette apparaît sous la forme
Sunarte (1337), 
Sunharrete (vers 1475, contrats d'Ohix), 
Sunharrette et Sunarrette (1690 pour les deux formes), 
Sonharette (1793) et 
Sunharrette (1801, Bulletin des lois).

## Histoire
En 1790, Sunharette était le chef-lieu d'un canton qui dépendait du district de Mauléon. Ce canton comprenait les communes d'Alçay-Alçabéhéty-Sunharette, Alos-Sibas-Abense, Camou-Cihigue, Etchebar, Lacarry-Arhan-Charritte-de-Haut, Lichans-Sunhar et Ossas-Suhare.

## Démographie
| 1793 | 1800 | 1806 | 1821 |
| ---- | ---- | ---- | ---- |
| 121  | 118  | 112  | 142  |

## Pour approfondir